# 아가쓰마정
아가쓰마정(일본어: 吾妻町)은 일본 군마현 아가쓰마군에 위치했던 정이다. 이전에는 하라정이였다. 2006년 3월 27일, 아즈마촌과 합병해 히가시아가쓰마정이 신설되고 폐지되었다.

## 지리
군마현의 북서부 아가쓰마군의 중앙에 위치하며 둘레는 1,000 m급의 산으로 둘러싸여 있다. 아가쓰마 계곡은 국가의 명승지로 지정되어 있다.

## 역사
- 1889년 4월 1일 - 정촌제 시행에 수반해 아가쓰마군 하라정, 오타촌, 이와시마촌, 사카우에촌이 성립하였다.
- 1955년 3월 1일 - 오타촌, 이와시마촌, 사카우에촌, 하라정 등 1정 3촌을 합병해 하라정이 되었다.
- 1956년 2월 1일 - 합병 후 마을사람들의 공모를 해도 묘안이 생기지 않아 아가쓰마정으로 개칭되었다.
- 2006년 3월 27일 - 아가쓰마정, 아즈마촌 등 2개 정·촌이 합병하여 히가시아가쓰마정이 신설되고, 아가쓰마정 등은 폐지되었다.

## 경제
주요 생산물은 곤약, 수선화, 양쯔가.마쓰시타전기 하청업체 아사히내셔널공장, 종이제품 린테크, 대규모 리조트시설 코니퍼 이와비츠, 세키제작소, 주에쓰 드레스 등이 주요 기업.이와시마 지구는 삼베 생산지로 예로부터 알려져 품질은 일본 제일.천황가가 사용하는 삼베는 이와시마 지구의 산품이다.

### 산업
- 주요 산업 농업과 관광 관련업이 주를 이룬다.
- 산업인구(2000년 인구조사)
  - 제1차 산업
    - 농업 1,592명(20.37%)
    - 임업 60명(0.77%)

  - 제2차 산업
    - 제조업 1,412명(18.07%)
    - 건설업 991명(12.68%)
    - 광업 19명(0.24%)

  - 제3차 산업
    - 서비스업 1,932명(24.73%)
    - 도소매업음식점 1,071명(13.71%)
    - 운수통신업 290명(3.71%)
    - 공무 263명(3.37%)
    - 금융·보험업 138명(1.77%)
    - 전기가스열공급수도업 30명(0.38%)
    - 부동산업 16명(0.20%)

## 교통

### 철도
- 동일본 여객철도 아가쓰마선

### 도로
- 간에쓰 자동차도
- 국도 145호선
- 국도 406호선